# チョンチョン

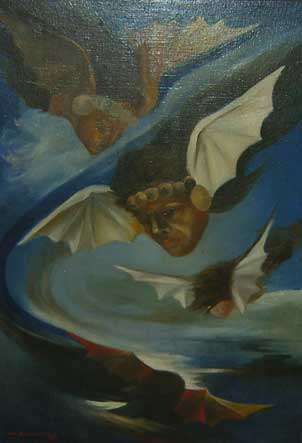
チョンチョンたち（絵画）

チョンチョン(スペイン語: Chonchón)は、南米チリのマプチェ族に伝えられているとされる魔物。人間の頭の姿をしており、二枚の翼のような大きな耳で羽ばたき飛び回ることが出来る、奇妙な鳴き声を上げながら空を飛ぶ。チュンチョ、チョンチョニー（チョンチョニイ）

## 概要

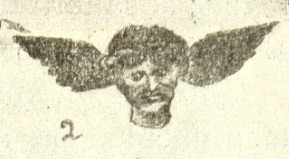
チョンチョン（Chonchoñ）のスケッチ画

マプチェ族の伝承によれば、この空飛ぶ首は、たいがいは女性の志願者が、男の魔法使い（brujo）と契約して飛行の秘術を会得した姿であるという。術を得た女性は、夜になると生首が体から離れ、翼を生やし飛んでゆく。夜啼きの鳥のような声を発すといわれる。行く先は地下にあるレニ（reni）という秘密の集合所で、他の魔法使いたちも集い、魔術にふけたり宴を催す。夫が夜起きると妻の首がなくなっていた、という、まことしやかな話も当時は聞かれたという。
ホルヘ・ルイス・ボルヘス『幻獣辞典』の記述によると、妖術師にしかその姿を見せないとされており、「チュエ、チュエ」という声のみが聴こえるとされる。また、ソロモンの印（六芒星）を地面に描き、秘密の呪文を唱えればチョンチョンは地上に落ち、別のチョンチョンが助けにくるまでは決して飛び立つことが出来ないともいう。
病人のいる家の周辺を飛ぶといわれており、病人の血を吸うとされる。また、人間の首が離れて飛ぶものであるともいう。

## 類種
首が離れて飛ぶという性質は東南アジアに多く伝わる同様の伝承や、中国の飛頭蛮（ひとうばん）や日本の轆轤首や抜け首などと近いと考えられている。